# Libretto

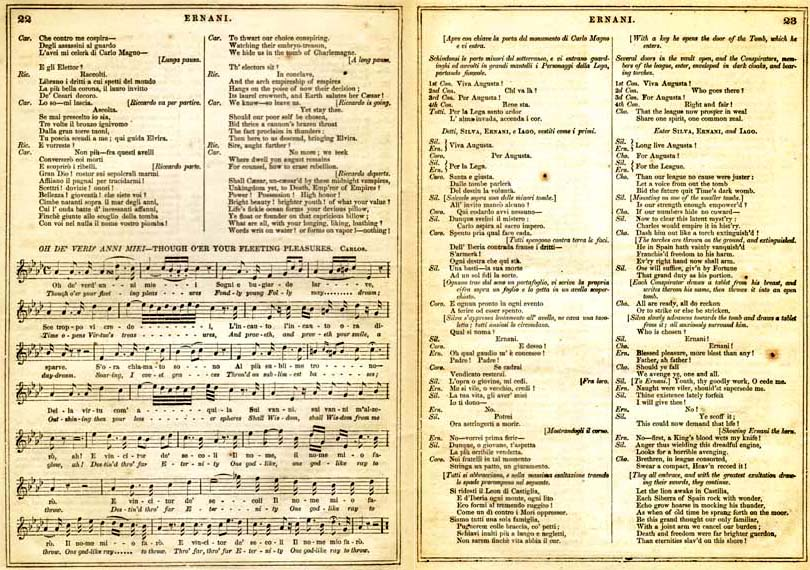
Sidor från ett libretto för operan Ernani från 1859.

Ett libretto (diminutiv av italienska: libro, dvs. liten bok, häfte) är texten eller en story board i ett musikdramatiskt verk som en opera, en operett, en musikal eller en balett. Den som skriver libretton kallas librettist.

## Kända librettister
- Arrigo Boito
- Eugène Cormon
- Louis Gallet
- Nicolas François Guillard
- Nicola Francesco Haym
- Hugo von Hofmannsthal
- Luigi Illica
- Pietro Metastasio
- Francesco Maria Piave
- Lorenzo Da Ponte
- Felice Romani
- Gaetano Rossi
- Eugène Scribe
- Cesare Sterbini
- Georg Friedrich Treitschke
- Apostolo Zeno